# Leoganger Steinberge

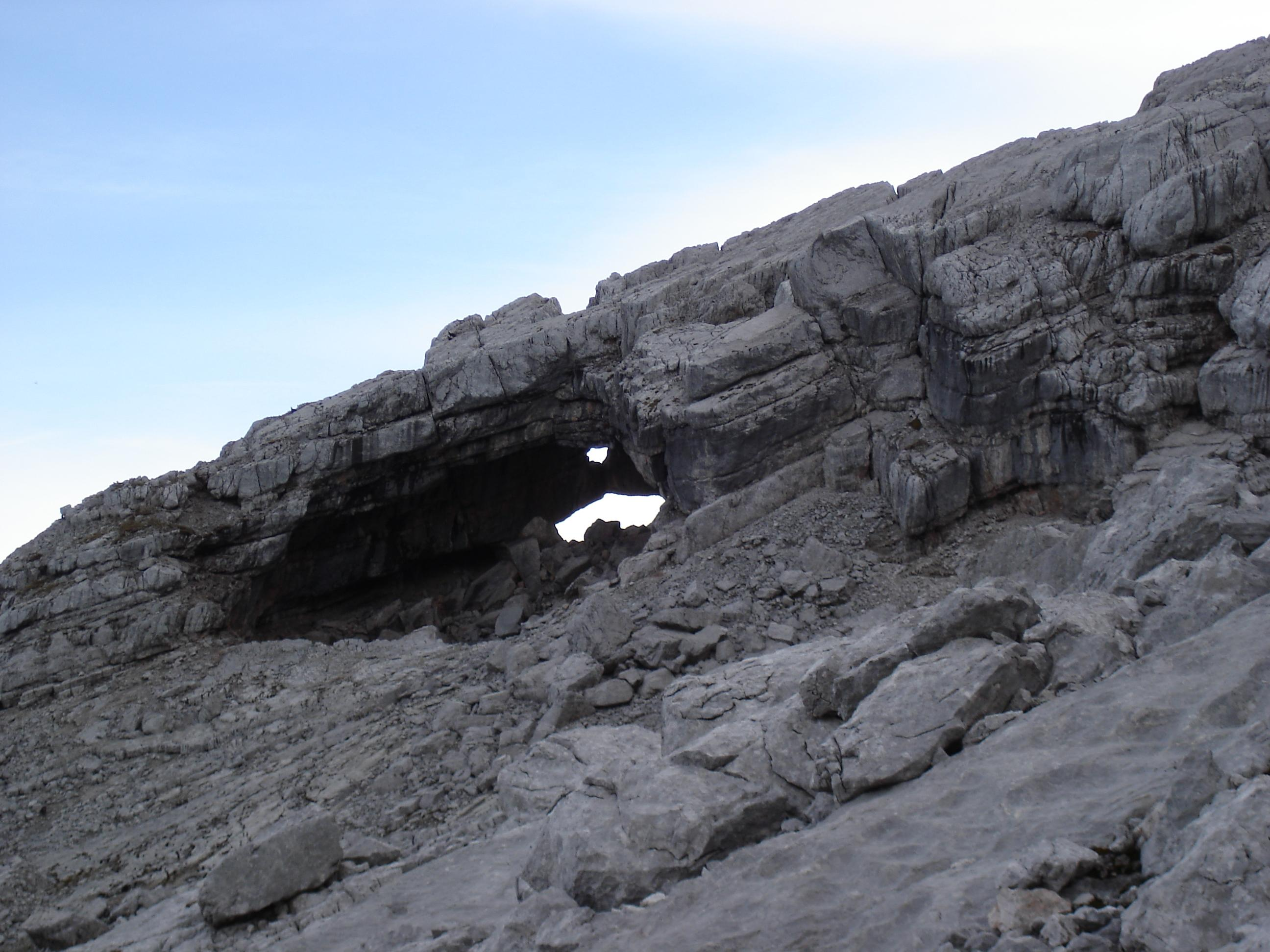
Melkerloch aus der Hochgrub

Die Leoganger Steinberge sind eine Gebirgsgruppe der Nördlichen Kalkalpen in den Ostalpen im Bundesland Salzburg. Sie befinden sich zwischen dem Loferer Tal, Saalfelden und Leogang und bilden zusammen mit den nordwestlich vorgesetzten Loferer Steinbergen zwei Gebirgsstöcke, die durch den Römersattel (1202 m) getrennt werden, in der Alpenvereinseinteilung der Ostalpen aber als eine einzige Untergruppe definiert sind (Loferer und Leoganger Steinberge). Die Leoganger Steinberge sind von den südlich liegenden Kitzbüheler Alpen und vom östlich liegenden Steinernen Meer durch eingeschnittene Täler getrennt. Typisch für die Steinberge sind Plateaustöcke mit steilen Randabstürzen und stark gewellten Hochkaren.
Als typisches Karstgebirge sind die Leoganger Steinberge auch von zahlreichen Höhlen durchzogen. Die bekannteste davon ist der über 50 km lange, direkt an der Bundesstraße zwischen Lofer und Saalfelden liegende Lamprechtsofen. Eine bemerkenswerte Felsformation ist das Melkerloch in der Südostwand des Birnhorns.
Das Birnhorn bildet mit 2634 m die höchste Erhebung. Der Truppenübungsplatz Hochfilzen des Österreichischen Bundesheers liegt im Westen der Leoganger Steinberge. Da die Saalforste in den Leoganger Steinbergen liegen, befinden sich mit ihnen weite Teile in privatrechtlichem Eigentum Bayerns.

## Benachbarte Gebirgsgruppen
Die Leoganger Steinberge grenzen an folgende Gebirgsgruppen der Alpen:
- Loferer Steinberge im Nordwesten
- Berchtesgadener Alpen im Osten
- Salzburger Schieferalpen im Südosten
- Kitzbüheler Alpen im Süden
- Kaisergebirge im Westen

## Gipfel der Leoganger Steinberge

Leoganger Steinberge von Nordosten. Ansicht vom Seehorn

- Birnhorn (2634 m ü. A.)
- Kuchelhorn (2500 m)
- Passauerkopf (2465 m)
- Grießener Hochbrett (2467 m)
- Signalkopf (2462 m)
- Großes Rothorn (2442 m)
- Dürrkarhorn (2280 m)
- Hochzint (2243 m)
- Mitterhorn (2206 m)
- Fahnenköpfl (2142 m)
- Brandhorn (2099 m)

## Tourismus

### Hütten des Alpenvereins
In den Leoganger Steinbergen gibt es nur zwei Hütten des Alpenvereins.
- Lamprechtsofen-Höhlengaststätte (664 m): nur tagsüber geöffnet sommers und winters, direkt an der Bundesstraße Lofer–Saalfelden
- Passauer Hütte (2033 m): bewirtschaftet sommers von Mitte Juni bis Ende September, 45 Matratzenlager, Winterraum mit 6 Lagern offen, Talort: Leogang, Gehzeit von Leogang: 3 bis 4 Stunden

### Hütten
- Lettlkaser (1441 m): bewirtschaftet im Sommer, kein Winterraum, kein Schlaflager, Talort: Pernerwinkel-Gerstboden (2 Stunden Gehzeit), Wiesersberg-Gerstboden (2½ Stunden Gehzeit), Leogang (2 Stunden Gehzeit), Mitterbrand (1½ Stunden Gehzeit)

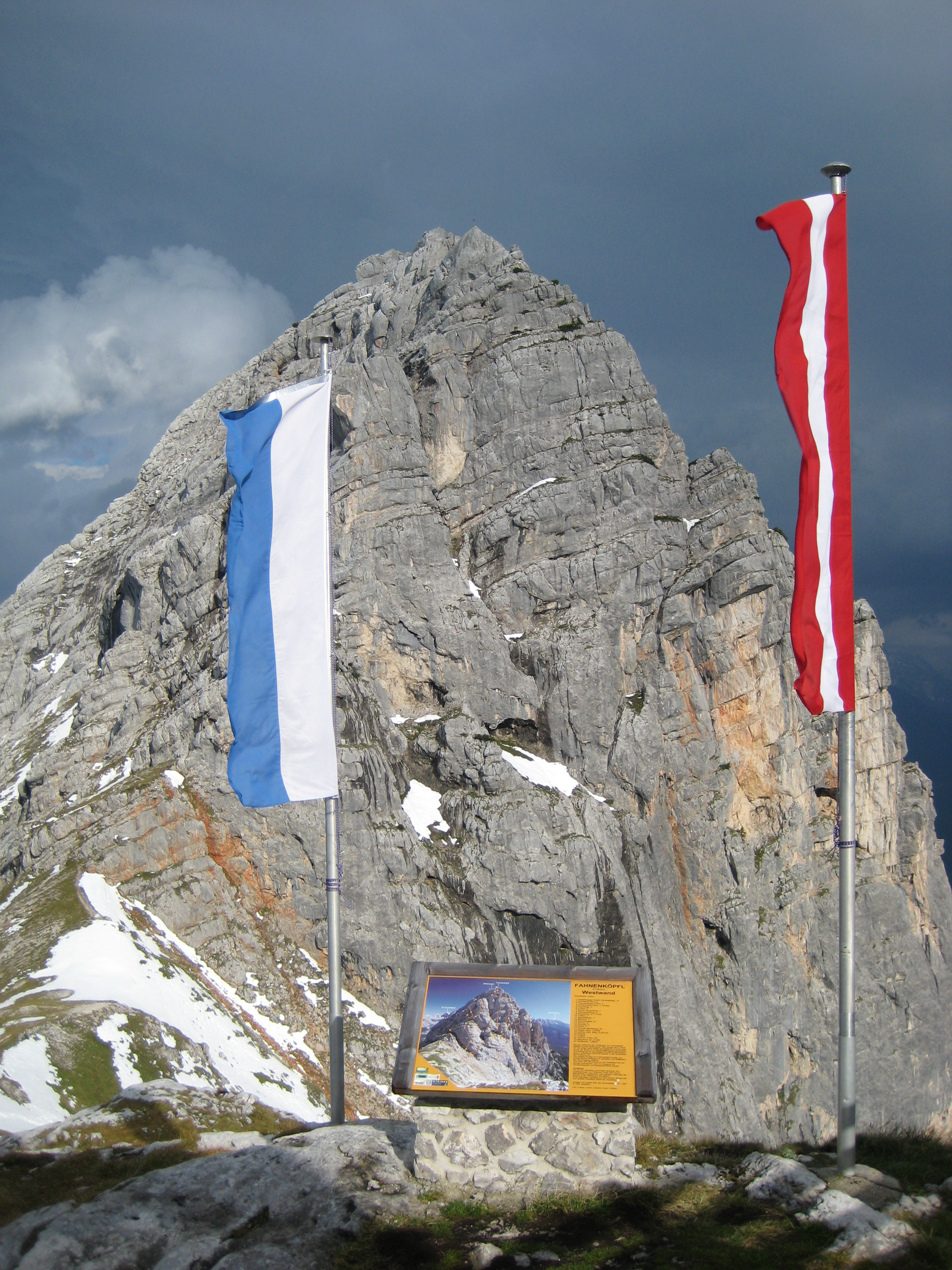
Blick von der Passauer Hütte auf das Fahnenköpfl
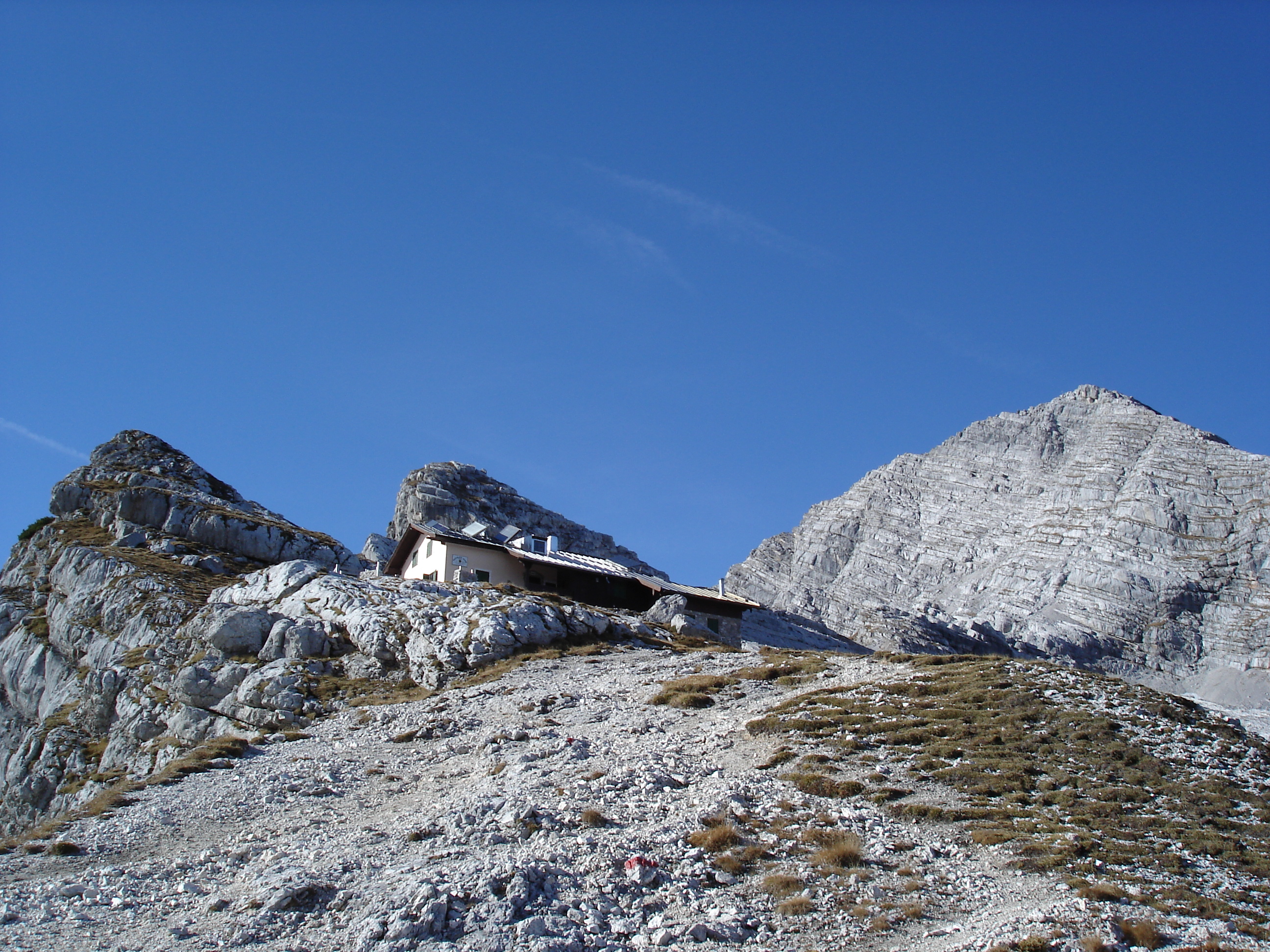
Passauer Hütte und Birnhorn im Spätherbst
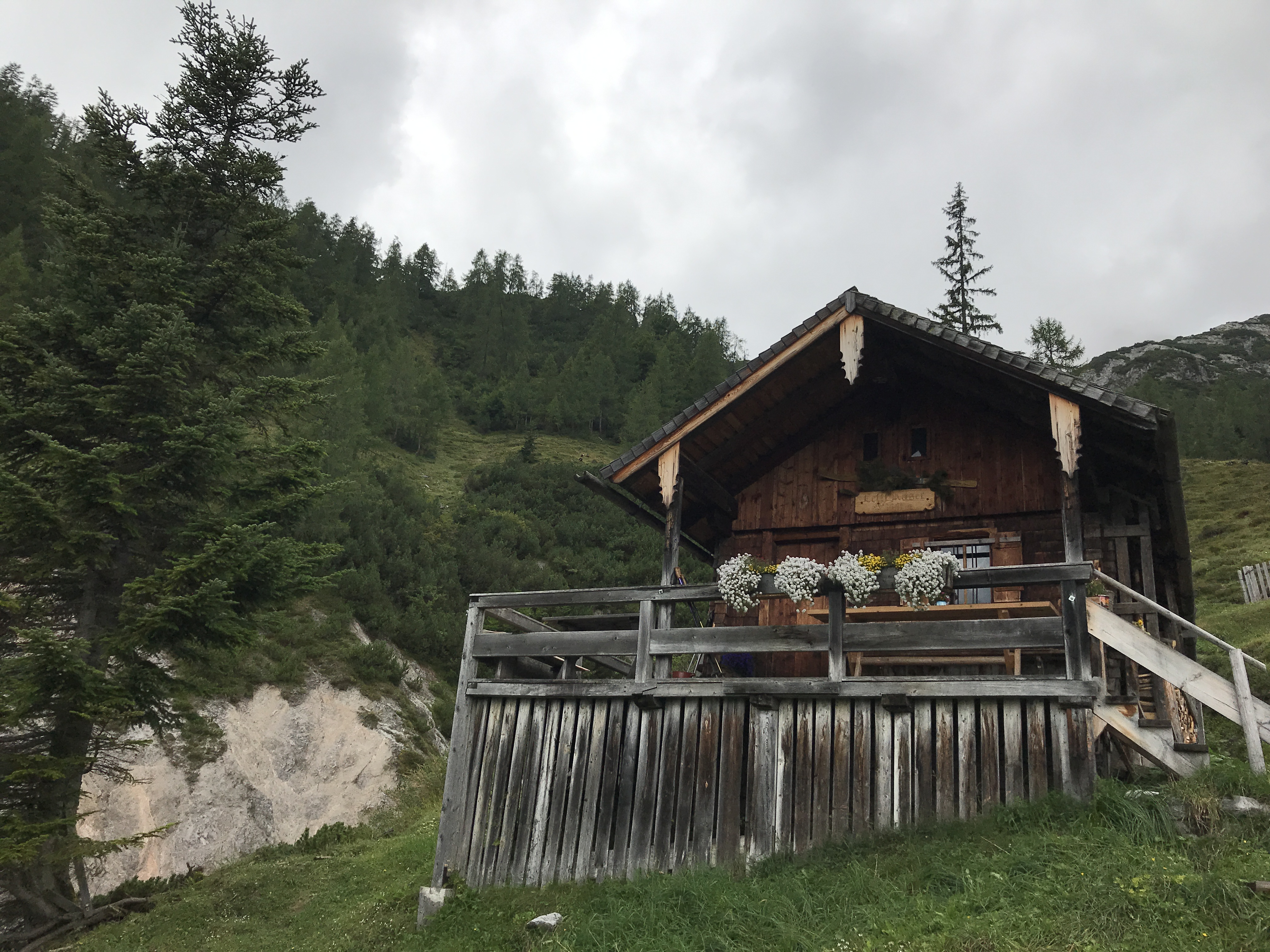
Lettlkaser in den Leoganger Steinbergen